# اچ‌ام‌ای‌اس گال
اچ‌ام‌ای‌اس گال (به انگلیسی: HMAS Gull) یک کشتی بود که طول آن ۱۵۲ فوت (۴۶ متر) بود. این کشتی در سال ۱۹۵۴ ساخته شد.